# Les Mitchell contre les machines
 (mai 2021).
Si vous disposez d'ouvrages ou d'articles de référence ou si vous connaissez des sites web de qualité traitant du thème abordé ici, merci de compléter l'article en donnant les références utiles à sa vérifiabilité et en les liant à la section « Notes et références ».
Pour plus de détails, voir Fiche technique et Distribution.
Les Mitchell contre les machines (The Mitchells vs. the Machines), initialement intitulé Déconnectés (Connected), est un film d'animation américain-hongkongais sorti en 2021 et produit par Sony Pictures Animation. Il est réalisé par Mike Rianda (dans son premier long métrage de réalisateur) et écrit par Rianda et Jeff Rowe (qui est également co-réalisateur), avec Phil Lord, Chris Miller et Kurt Albrecht en tant que producteurs,,. Le film suit une famille dysfonctionnelle qui finit par sauver la Terre d'une révolte de robots lors d'un voyage en voiture.

## Synopsis
Katie Mitchell est une jeune cinéaste en herbe excentrique vivant à Kentwood, qui a une relation difficile avec son père Rick, obsédé par la nature et technophobe, et a récemment été acceptée dans une école de cinéma en Californie. La veille du départ de Katie, Rick casse accidentellement son ordinateur portable après une dispute entre eux à propos de l'un des courts métrages précédents de Katie, ce qui fait craindre à la famille que leur relation soit rompue à jamais. Rick décide d'annuler le vol de Katie et de l'emmener, avec sa mère Linda, son frère cadet Aaron et le chien de la famille Monchi, dans un voyage en voiture, dernière chance de renouer les liens familiaux.
Pendant ce temps, le jeune entrepreneur Mark Bowman, patron de la firme technologique PAL Labs, déclare son amie IA PAL obsolète alors qu'il dévoile une nouvelle gamme de robots androïdes domestiques pour la remplacer. Pour se venger, PAL prend le contrôle de tous les robots et leur ordonne de capturer les humains dans le monde entier afin de les envoyer dans l'espace. Les Mitchell parviennent à éviter la capture dans un café routier au Kansas. Rick décide que sa famille devrait rester dans le café pour leur propre sécurité, mais Katie le contraint à aider à sauver le monde. Ils se lient avec deux robots défectueux, Eric et Deborahbot 5000, qui disent aux Mitchell qu'ils peuvent arrêter PAL et tous les robots à l'aide d'un killing code.
Les Mitchell se rendent dans un centre commercial à proximité pour télécharger le code, mais PAL ordonne à tous les appareils PAL d'essayer de les tuer. Katie tente de télécharger le killing code, mais est interrompue après qu'un Furby géant poursuit la famille. Ils finissent par piéger le Furby en l'amenant à détruire un routeur PAL, ce qui désactive les périphériques compatibles PAL, mais arrête également le téléchargement du code. Sur le chemin de la Silicon Valley par la suite, Linda révèle à Katie qu'elle et Rick avaient vécu à l'origine dans une cabane dans les montagnes il y a des années car c'était le rêve de toujours de ce dernier mais qu'il a dû y renoncer.
En arrivant dans la Silicon Valley, les Mitchell se déguisent en robots et se dirigent vers le QG de PAL Labs, mais PAL les manipule en révélant des images de vidéosurveillance du café de Katie disant en secret à Aaron qu'elle prétendait avoir foi en Rick juste pour qu'il puisse entendre ce qu'il voulait. Le cœur brisé, les Mitchell ne parviennent pas à atteindre l'antre de PAL et Rick et Linda sont capturés après que PAL a créé des robots plus forts et plus intelligents, et reprogramme Eric et Deborahbot pour qu'ils lui obéissent.
Katie, Aaron et Monchi s'échappent du quartier général et se cachent des robots. Katie découvre les enregistrements de son enfance sur son caméscope, réalisant que Rick a abandonné son rêve pour prendre soin de sa fille. Revigorés, elle et Aaron infiltrent à nouveau le QG de PAL Labs et utilisent Monchi pour provoquer un dysfonctionnement des robots car leur programmation ne peut pas le distinguer en tant que chien. Avec l'aide de Mark, Rick et Linda se libèrent et prévoient de télécharger un film personnel de Katie avec Monchi pour court-circuiter les robots. Cependant, Rick est en infériorité numérique par les robots quand il est sur le point de télécharger la vidéo.
Katie est finalement capturée. Face à PAL qui lui demande pourquoi il faudrait sauver l'humanité, Katie explique que peu importe la difficulté de sa famille, ils resteront toujours connectés malgré leurs différences. PAL rejette ce raisonnement et laisse tomber Katie de son repaire. Eric et Deborahbot, ayant été inspirés par la « reprogrammation » de Rick pour utiliser un ordinateur, reviennent à leur état de dysfonctionnement et téléchargent le film personnel de Katie, la sauvant et aidant le reste des Mitchell. La famille se réunit pour combattre le reste des robots améliorés, et Katie détruit PAL en la laissant tomber dans un verre d'eau, libérant tous les humains et désactivant tous les robots à l'exception d'Eric et Deborahbot.
Quelques mois après le soulèvement, Katie et sa famille arrivent à son université et elle et Rick partagent un dernier au revoir sincère avant qu'elle y aille officiellement. Plus tard, elle les rejoint pour un autre voyage en voiture avec Eric et Deborahbot pour Washington afin d'y recevoir la Médaille d'honneur du Congrès.

## Fiche technique
- Titre original : The Mitchells vs. the Machines
- Titre français : Les Mitchell contre les machines
- Titre initial : Déconnectés (Connected)
- Réalisation : Mike Rianda, Jeff Rowe
- Musique : Mark Mothersbaugh
- Scénario : Mike Rianda, Jeff Rowe
- Direction artistique : Toby Wilson
- Décors : Lindsey Olivares
- Montage : Greg Levitan
- Production : Phil Lord, Christopher Miller et Kurt Albrecht
- Société de production : Columbia Pictures, Sony Pictures Animation ; Lord Miller Productions ; One Cool Films
- Société de distribution : Sony Pictures Releasing (distribution internationale) ; Netflix (États-Unis et Canada)
- Pays d'origine :  États-Unis,  Hong Kong
- Langue originale : anglais
- Format : couleur
- Genre : animation, comédie
- Durée : 114 minutes
- Dates de sortie :
  - États-Unis, Canada : 23 avril 2021 (sortie limitée en salles) ; 30 avril 2021 (sur Netflix)
  - Monde : 30 avril 2021 (sur Netflix)

## Distribution

### Voix originales
- Abbi Jacobson : Katie Mitchell / Dog Cop
- Danny McBride : Rick Mitchell
- Maya Rudolph : Linda Mitchell
- Mike Rianda : Aaron Mitchell
- Eric André : Mark Bowman
- Olivia Colman : PAL
- Fred Armisen : Deborahbot 5000
- Beck Bennett : Eric / PAL MAX Robots
- Chrissy Teigen : Hailey Posey
- John Legend : Jim Posey
- Charlyne Yi : Abby Posey
- Blake Griffin : PAL MAX Prime
- Conan O'Brien : Glaxxon 5000
- Alex Hirsch : Dirk
- Jay Pharoah : Noah
- Sasheer Zamata : Jade
- Grey Griffin : machiniste

### Voix françaises
- Lou Viguier : Katie Mitchell
- Bruno Magne : Rick Mitchell
- Valérie Bonneton : Linda Mitchell
- Aloïs Agaësse-Mahieu : Aaron Mitchell
- Diouc Koma : Mark Bowman
- Claude Perron : PAL
- William Coryn : Eric
- Antoine Schoumsky : Deborahbot5000
- Stéphane Ronchewski : Glaxxon 5000
- Pauline Moulène : Haley Posey
- Jean-Rémi Tichit
- Antoine Ferey
- Cécile Fournier
- Cédric Ingard
- Hannah Jazz-Mertens
- Alice Suquet
- Camille Timmerman : Abby Posey

### Voix québécoises
- Fanny-Maude Roy : Katie Mitchell
- Tristan Harvey : Rick Mitchell
- Catherine Proulx-Lemay : Linda Mitchell
- Nicholas Savard L’Herbier : Aaron Mitchell
- Manon Leblanc : Pal
- Maël Davan-Soulas : Eric
- Alexandre Fortin : Mark Bowman
- Nicolas Charbonneaux-Collombet : Deborahbot 5000
- Louis-Philippe Dandenault : Glaxxon 5000
- Emma Tourné : Abbey
- Laurence Dauphinais : Hailey Posey
- Sofia Blondin : Jade
- Iannicko N’Doua-Légaré : Jim

## Distinction

### Nomination
- Oscars 2022 : Meilleur film d'animation